# Горњи Крчин
Горњи Крчин је насеље у Србији у општини Варварин у Расинском округу. Према попису из 2022. било је 140 становника (према попису из 1991. било је 303 становника).

## Историја
До Другог српског устанка Горњи Крчин се налазио у саставу Османског царства. Након Другог српског устанка Горњи Крчин улази у састав Кнежевине Србије и административно је припадао Јагодинској нахији и Темнићској кнежини све до 1834. године када је Србија подељена на сердарства.

### Порекло становништва
Подаци датирају из 1905. године
Село је основано око 1750. године. Основали су га Николићи и Радовановићи који су се доселили из Рамна у Топлици, славе св. Лазареву Суботу. и Величковићи који се доселили из Бучја код Трстеника, славе св. Ђорђа и Ђурђевдан. Станковићи из Жупе, славе св. Ђорђа и Стојановићи-Буразерићи доселили се из Топлице, славе св. Николу.

## Демографија
У насељу Горњи Крчин живи 198 пунолетних становника, а просечна старост становништва износи 43,0 година (43,4 код мушкараца и 42,6 код жена). У насељу има 62 домаћинства, а просечан број чланова по домаћинству је 3,92.
Ово насеље је у потпуности насељено Србима (према попису из 2002. године), а у последња три пописа, примећен је пад у броју становника.
|  |

| Демографија | Демографија | Демографија |
| Година      | Становника  | Становника  |
| ----------- | ----------- | ----------- |
| 1948.       | 340         |             |
| 1953.       | 344         |             |
| 1961.       | 351         |             |
| 1971.       | 337         |             |
| 1981.       | 305         |             |
| 1991.       | 303         | 284         |
| 2002.       | 243         | 256         |

| Етнички састав према попису из 2002.‍ | Етнички састав према попису из 2002.‍ | Етнички састав према попису из 2002.‍ | Етнички састав према попису из 2002.‍ | Етнички састав према попису из 2002.‍ |
| ------------------------------------ | ------------------------------------ | ------------------------------------ | ------------------------------------ | ------------------------------------ |
|                                      |                                      |                                      |                                      |                                      |
| Срби                                 | Срби                                 |                                      | 243                                  | 100,0%                               |
| непознато                            | непознато                            |                                      | 0                                    | 0,0%                                 |

| Горњи Крчин у пописима Јагодинске нахије — од 1818. до 1829.                      |       |       |       |       |       |       |          |       |       |       |       |       |
| Година пописа                                                                     | 1818. | 1819. | 1820. | 1821. | 1822. | 1823. | 1824/25. | 1825. | 1826. | 1827. | 1828. | 1829. |
| Куће                                                                              | 14    | 13    | 13    | 13    | 13    | 13    | 13       | 13    | 12    | 12    | 12    | 12    |
| Пореске главе*                                                                    | -     | 13    | 14    | 14    | 14    | 13    | 13       | 11    | 12    | 12    | 12    | 11    |
| Арачке главе**                                                                    | 32    | 34    | 34    | 34    | 34    | 34    | 39       | 37    | 36    | 35    | 36    | 36    |
| *Пореске главе = Ожењени мушкарци \| ** Арачке главе = Мушкарци од 7 до 70 година |       |       |       |       |       |       |          |       |       |       |       |       |

| Година пописа     | 1948. | 1953. | 1961. | 1971. | 1981. | 1991. | 2002. |
| ----------------- | ----- | ----- | ----- | ----- | ----- | ----- | ----- |
| Број домаћинстава | 68    | 71    | 69    | 70    | 69    | 68    | 62    |

| Број чланова      | 1 | 2  | 3 | 4 | 5 | 6 | 7 | 8 | 9 | 10 и више | Просек |
| ----------------- | - | -- | - | - | - | - | - | - | - | --------- | ------ |
| Број домаћинстава | 9 | 13 | 7 | 7 | 8 | 9 | 8 | 0 | 1 | 0         | 3,92   |

| Пол    | Укупно | Неожењен/Неудата | Ожењен/Удата | Удовац/Удовица | Разведен/Разведена | Непознато |
| ------ | ------ | ---------------- | ------------ | -------------- | ------------------ | --------- |
| Мушки  | 98     | 24               | 65           | 7              | 2                  | 0         |
| Женски | 109    | 25               | 62           | 17             | 4                  | 1         |
| УКУПНО | 207    | 49               | 127          | 24             | 6                  | 1         |

| Пол    | Укупно                    | Пољопривреда, лов и шумарство | Рибарство                            | Вађење руде и камена | Прерађивачка индустрија       |
| ------ | ------------------------- | ----------------------------- | ------------------------------------ | -------------------- | ----------------------------- |
| Мушки  | 66                        | 59                            | 0                                    | 0                    | 2                             |
| Женски | 38                        | 35                            | 0                                    | 0                    | 0                             |
| УКУПНО | 104                       | 94                            | 0                                    | 0                    | 2                             |
| Пол    | Производња и снабдевање   | Грађевинарство                | Трговина                             | Хотели и ресторани   | Саобраћај, складиштење и везе |
| Мушки  | 0                         | 0                             | 2                                    | 1                    | 1                             |
| Женски | 0                         | 0                             | 1                                    | 0                    | 0                             |
| УКУПНО | 0                         | 0                             | 3                                    | 1                    | 1                             |
| Пол    | Финансијско посредовање   | Некретнине                    | Државна управа и одбрана             | Образовање           | Здравствени и социјални рад   |
| Мушки  | 0                         | 1                             | 0                                    | 0                    | 0                             |
| Женски | 0                         | 0                             | 0                                    | 1                    | 0                             |
| УКУПНО | 0                         | 1                             | 0                                    | 1                    | 0                             |
| Пол    | Остале услужне активности | Приватна домаћинства          | Екстериторијалне организације и тела | Непознато            | Непознато                     |
| Мушки  | 0                         | 0                             | 0                                    | 0                    | 0                             |
| Женски | 1                         | 0                             | 0                                    | 0                    | 0                             |
| УКУПНО | 1                         | 0                             | 0                                    | 0                    | 0                             |